# Вампир (филм)
Вампир (енгл. Vampir) је српско-британско-немачки артхаус хорор филм из 2021. године, сниман у Србији.

## Радња
Прича се одвија у руралној централној Србији, где је изворно настао мит о вампирима.
Након што сведочи злочину у Лондону, британски грађанин српског порекла Арнаут долази у мало село у централној Србији где се стара о локалном гробљу. 
Он почиње да има кошмарне снове и сумња да љубазни и гостољубиви сељани имају злокобне намере према њему.

## Улоге
| Глумац         | Улога       |
| -------------- | ----------- |
| Бранко Томовић | Арнаут      |
| Горица Регодић | Весна       |
| Ева Рас        | Баба Драга  |
| Џудит Џорџи    | Биљана      |
| Немања Бајић   | Зоран       |
| Зорица Крунић  | Драгана     |
| Душан Јовић    | Такси возач |

## Продукција
Снимање филма је првобитно планирано за јун 2020, али је одложено због рестриктивних мера уведених због пандемије КОВИД-19. Снимање је успешно одржано у септембру 2020.
Филм је британско-српско-немачка копродукција.
Комплетан филм је сниман на простору општине Трстеник. Ово је први пут да Томовић снима на територији Србије.
У филму игра Ева Рас, којој је ово права улога у хорор филму.
Интернационална премијера филма била је на Сиђис интернационалном филмском фестивалу у Барселони.